# WhatsApp
WhatsApp és un programa de propietat multiplataforma de missatgeria instantània per a telèfons intel·ligents, propietat de Meta Platforms. A banda de missatges, aquesta aplicació permet també enviar i rebre fitxers amb imatges, vídeos, ubicació i contactes, així com missatges en grups de fins a 256 persones i llistes de distribució. És actualment el client de missatgeria instantània mòbil amb més usuaris a tot el món, més de 1.000 milions, seguit per Line i Telegram.
Té versió web des del gener del 2015 i des d'abril del mateix any permet fer trucades de veu. El seu ús és gratuït per vida (abans el primer any era gratuït i posteriorment calia pagar 0,99 € anualment).
WhatsApp Messenger és compatible amb les principals plataformes de telefonia mòbil com són Android, iOS, BlackBerry OS, Symbian OS i Windows Phone, que es poden enviar missatges entre si, per tal com utilitza el mateix mètode que s'utilitza per a l'enviament de correus electrònics, per exemple. Automàticament, aquest programa es sincronitza amb tots els contactes de l'agenda del telèfon mòbil, de manera que no cal afegir-los manualment. En sistemes operatius com ara BlackBerry, Android i iOS, la seva descàrrega és gratuïta, abans als dispositius amb iOS calia pagar necessàriament 0,89 €.

## Història
El programa WhatsApp va ser creat per l'empresa WhatsApp Inc., fundada per Jan Koum, qui havia estat anteriorment director de l'equip d'operacions de la coneguda empresa Yahoo! i l'antic cap de l'equip d'enginyers Brian Acton. La companyia és de Silicon Valley, als Estats Units d'Amèrica.
L'origen del nom del programa sorgeix d'un joc de paraules en anglès, que ve de l'expressió anglesa "What's up" (que significa "Quina en fas", "Com va això?" o "Què et passa?"), combinada amb App, que és una abreviació de la paraula 'aplicació'.
El WhatsApp ha canviat completament l'ús dels telèfons mòbils pel que fa a missatgeria instantània. Té a veure en gran part, juntament amb les noves xarxes socials, en la gran caiguda de l'enviament de missatges SMS. Després de l'aparició del WhatsApp, el benefici de les companyies mòbils per l'enviament de missatges va caure un 4%, amb una gran accentuació en dates clau com ara la del dia de Nadal [6][.
D'altra banda, WhatsApp Inc. ha rebut inversions per valor d'uns 8 milions de dòlars per part de l'empresa Sequoia Capital. WhatsApp va ser expulsat de l'App Store a causa de motius de seguretat el 14 de gener de 2012 [7][, ja que l'aplicació tenia mants problemes, i automàticament, l'equip de treball de l'empresa va esmenar els errors i el van tornar a acceptar només tres dies més tard en aquesta botiga d'aplicacions. També ha tingut algun problema amb apagades mundials, com ara la del novembre del 2011 o la de maig del 2012, que va deixar els usuaris sense poder enviar missatges durant unes hores Arxivat 2016-03-03 a Wayback Machine. [8][.
Atès que la companyia no és molt propensa a facilitar dades als usuaris i interessats, va ser a través dels problemes al servidor que es va poder xifrar en gairebé 10 milions (9.832.654) els usuaris que utilitzen l'aplicació [9][.
Una altra xifra destacada és que els usuaris envien una quantitat de 30.000 milions de missatges al dia segons informació de gener de 2015, augmentant en 30 vegades el volum de missatges de l'octubre de 2011, que era de 1.000 milions de missatges al dia [10][. El 23 d'abril de 2014 WhatsApp va informar que havia arribat als 500 milions d'usuaris. Vuit mesos després (gener 2015) els usuaris actius eran 700 milions i al febrer del 2016 es va informar que els usuaris actius ja son 1.000 milions.
Tot i això, tot no ha estat èxit per la companyia WhatsApp Inc., ja que s'han trobat bastants problemes sobretot pel que fa a la seguretat de l'aplicació, que no protegeix les dades dels seus usuaris.
Per començar un dels més grans errors dels programadors de l'aplicació WhatsApp és que no xifra les dades contingudes en les seves bases de dades. D'aquesta manera, utilitzant alguna eina es pot conèixer tots i cadascun dels missatges rebuts i enviats d'una persona, sense importar que hagin o no estat esborrats, perquè només s'esborren del telèfon.
Un altre punt crític és el fet que, de la mateixa manera, el programa s'encarrega de desar les coordenades dels missatges que s'envien amb el GPS activat.
Qualsevol pot tenir accés a aquestes dades: tant el nombre d'usuaris actius com el seu missatge d'estat són visibles per tothom, són públics, i es pot obtenir sense cap mena de restricció, ja que no hi ha mecanismes d'autenticació [11][.
Així doncs, un dels grans problemes d'aquesta aplicació rau en la privadesa entre els usuaris.
Es descobrí el 13 de gener de 2017 que l'encriptació era defectuosa, ja que un error permet la interceptació i lectura dels missatges per part de Facebook.

### Videotrucades
Després d'un mes d'assajos i proves, utilitzant els anomenats beta testers, el 14 de novembre de 2016, WhatsApp va anunciar oficialment el llançament de les trucades de vídeo des WhatsApp. Quan va sortir el servei, per poder efectuar una trucada de vídeo, ambdós cel·lulars havien de tenir actualitzat WhatsApp.

### WhatsApp per empreses
En 2017 WhatsApp va anunciar les seves plataformes WhatsApp Business per a la petita i mitjana empresa i una "WhatsApp enterprise solution". Aquesta última permet a grans empreses donar servei d'atenció al client a través de l'aplicació, sigui per un agent humà, per un chatbot, o una combinació de les dues. Tant l'aerolínia KLM com Aeroméxico van anunciar que estaven participant en el pilot del servei.

## Esquema de preus
WhatsApp és una aplicació de descàrrega gratuïta a totes les plataformes en les que està disponible. En els seus començaments, tenia un període de prova en 365 dies. Després d'aquest període es bloquejava sol·licitant el pagament del servei.
Històricament, a iOS no tenia aquesta quota anual: costava un euro la descàrrega i això cobria tot el període de 365 dies. Des de març de 2013, WhatsApp va anunciar que unificava el preu de la subscripció a totes les plataformes i va sol·licitar el pagament obligatori per a aquells que van acabar el seu període de prova.
El gener de 2016, el cofundador de WhatsApp Jan Koum va confirmar que la companyia no exigirà el pagament anual d'1 dòlar per a utilitzar el xat mòbil.

## Compra per Facebook
L'empresa californiana Facebook va anunciar que havia adquirit l'aplicació de missatgeria instantània WhatsApp per USD 19 000 milions, segons la informació enviada a la Comissió del Mercat de Valors nord-americana (SEC).
La xarxa social Facebook finançarà l'adquisició de l'aplicació mitjançant un pagament parcial en efectiu i un altre en accions. WhatsApp té uns 900 milions d'usuaris mensuals en actiu, el 70% d'ells actius diàriament. La popularitat del servei es deu al fet que cada vegada més usuaris de mòbil han optat per aquesta opció de missatgeria enfront dels tradicionals SMS.

L'operació, que encara no s'ha dut a terme, implicarà el desemborsament de 4 000 milions de dòlars americans en efectiu, 12 000 milions en accions de Facebook i altres 3 000 milions en accions RSU (restricted stock unit), una emissió futura similar a la de les opcions sobre accions.
WhatsApp està en el camí de connectar a mil milions de persones. Els serveis que arriben aquesta fita són d'increïble valor.
Mark Zuckerberg, fundador i propietari de Facebook
El fundador d'aquesta senzilla aplicació, Jan Koum, ha indicat en un comunicat que «la profunda connexió dels usuaris i el ràpid creixement del servei han estat impulsats per unes capacitats de missatgeria simples, sòlides i instantànies». Mark Zuckerberg va destacar que aquesta nova aliança permetrà «un món més obert i connectat».

## Característiques
- Multiplataforma i gratuïta, (abans tenia un cost de 0,79 € segons la plataforma de telefonia mòbil).
- Detecció automàtica d'usuaris de WhatsApp mitjançant la comparació de continguts de l'agenda de d'adreces del telèfon mateix.
- Poca utilització de la xarxa.
- Nombre de caràcters il·limitat en enviament i recepció de missatges.
- Tria d'un estat (per defecte surt Hey there! I am using WhatsApp.)
- Confirmació a temps real de si el missatge ha estat enviat (un tic) i rebut (dos tics o double check)[12][.
- Enviament de fotos, vídeos, música, etc.
- Enviament de localització.
- Creació i participació en xats en grup.
- Aplicar icones de grup.
- Possibilitat de triar o d'afegir un fons de pantalla.

## Requisits mínims
- Android: Android OS 2.1 o superior, Internet il·limitat (es recomana). Dispositius Tablet no són compatibles.
- iPhone: tots els Iphone poden instal·lar WhatsApp.
- BlackBerry: BlackBerry OS 4.6 o superior.
- Nokia Series 40: Nokia C3-00 • Nokia C3-01 • Nokia X2-01 • Nokia X3-02 • Nokia X2-00 Nokia Asha: 201 • 300 • 302 • 303.
- Nokia Symbian: Nokia S60 3a edició, 5a edició, Symbian ^ 3, Symbian Anna, o el sistema operatiu Symbian Belle.
- Windows Phone: tots els Windows Phone poden instal·lar WhatsApp  Arxivat 2012-06-07 a Wayback Machine..

## Especificacions tècniques
WhatsApp utilitza una versió personalitzada del protocol obert Extensible Messaging and Presence Protocol. En ser instal·lat, crea un compte d'usuari mitjançant el número de telèfon com a nom d'usuari (Jabber ID: número de telèfon @ s.whatsapp.net). La versió d'Android fa servir un hash MD5 de l'IMEI invertit com a contrasenya, i la versió de iOS un hash MD5 de l'adreça MAC del telèfon duplicada.
Els missatges d'imatge, àudio o vídeo s'envien pujant aquest contingut a un servidor HTTP i enviant un enllaç a aquest, al costat d'una miniatura codificada en Base64 (si és aplicable).
WhatsApp es sincronitza amb l'agenda del telèfon, de manera que no és necessari per als usuaris afegir contactes en una agenda separada. Com tots els usuaris són registrats amb el seu número de telèfon, el programari llista tots els usuaris de WhatsApp entre els contactes automàticament.

## WhatsApp contra els SMS
L'SMS és un sistema de missatgeria més antic i amb menor grau de funcionalitat, un nombre de caràcters limitat (entre 140 i 160) i un cost elevat respecte a Whatsapp. No obstant això, per utilitzar WhatsApp eficientment, es necessita que tots dos contactes facin servir una tarifa de dades en el seu mòbil, ja que la telefonia mòbil 3G és molt més extensa, comparada amb xarxes Wi-Fi; per tant, l' "estalvi" donat per WhatsApp es trasllada a la factura del mòbil. A més, l'estàndard SMS no requereix telèfons intel·ligents o programaris propietaris instal·lables, fins i tot un Nokia 1100 rep i envia SMS enviats pels telèfons intel·ligents més moderns.
Una funcionalitat del programa és que, en estar vinculat al número de telèfon de l'usuari, automàticament possibilita que tots els contactes que té l'usuari en el seu terminal apareguin llistats, abastant així tots els contactes possibles.

## Qüestions de seguretat
Al maig de 2011 es va informar d'una fallada de seguretat en WhatsApp que va deixar els comptes dels usuaris exposades a robatori. Segons algunes fonts, es creu que aquesta modificació va ser realitzada, i més tard reparada, gràcies a Liroy van Hoewijk, directiu de CorelSP.net que va ajudar a WhatsApp a reproduir-la en Android i Symbian.
Des de maig de 2011 s'ha informat que les comunicacions mitjançant WhatsApp no estan encriptades i les dades es reben en text sense format, la qual cosa significa que els missatges poden llegir-se fàcilment si es disposa dels paquets enviats. Al maig de 2012, investigadors experts en seguretat van publicar que després de les noves actualitzacions, WhatsApp ja no enviava els missatges en text sense format.
Al setembre de 2011 va sortir una nova versió de l'aplicació WhatsApp Messenger per iPhone. En aquesta nova versió l'empresa desenvolupadora ha tancat cert nombre de forats crítics de seguretat que permetien enviar missatges falsos i que els missatges enviats des de qualsevol usuari de WhatsApp es poguessin llegir.
El 6 de gener de 2012, un hacker desconegut va publicar un lloc d'internet (WhatsAppStatus.net) que permetia canviar l'estatus de qualsevol usuari de WhatsApp del que es conegués el número de telèfon. Per fer-lo funcionar només es precisava reiniciar l'aplicació. Segons el hacker, aquest és només un dels assumptes preocupants de la seguretat en WhatsApp. El 9 de gener de 2012, WhatsApp va informar que havia implementat una solució definitiva. En realitat, l'única mesura que es va prendre va ser la de bloquejar l'adreça IP de la pàgina web. Com a resposta es va posar a disposició per a baixar una eina per a Windows que facilitava la mateixa funcionalitat. Aquest problema no s'ha solucionat fins ara. La primera notificació del problema va ser rebuda per WhatsApp al setembre de 2011.
El 13 de gener de 2012, WhatsApp va ser retirat de l'App Store. No es va revelar la raó. L'aplicació es va tornar a incloure quatre dies després.
Usant WhatsAPI, el blog alemany The H va demostrar com prendre qualsevol compte de WhatsApp el 14 de setembre de 2012. A continuació, WhatsApp Inc va respondre amb una amenaça legal als desenvolupadors de WhatsAPI, forçant-los a donar de baixa el codi font.
El febrer de 2014, el director de l'oficina alemanya de regulació de la privacitat, Thilo Weichert, va desaconsellar l'ús de WhatsApp per no estar subjecte a la legislació europea en matèria de seguretat i privacitat de la informació, en quedar desprotegits les dades dels usuaris.
A partir d'abril del 2016, WhatsApp va començar a implementar el xifrat d'extrem a extrem. Ara cada xat té una única clau d'encriptació, a més WhatsApp permet confirmar el codi d'encriptació entre els membres del xat. WhatsApp assegura que ara ni ells ni tercers podran llegir els missatges ni veure els arxius que s'envien entre els usuaris, encara que WhatsApp pot visualitzar quan van ser els missatges enviats, rebuts i vists. No obstant això, el grup de ciber-activistes Anonymous va declarar en el seu compte de Twitter: "No s'emocionin amb l'encriptació de WhatsApp, probablement ja tenen un backdoor, segueixen sent propietat de Facebook (col·laborador del govern)".
El 2023 va introduir diverses opcions de millora de la privacitat i la seguretat. A l'octubre va incloure les claus d'accés (passkeys en anglès) com a mètode alternatiu per comprovar la identitat en iniciar una nova sessió, en substitució dels SMS de verificació. D'aquesta manera es podien utilitzar les dades d'identitat del telèfon com les empremtes dactilars, el reconeixement facial i el PIN i la contrasenya del mòbil. El desembre va incloure el codi secret, una manera protegir els xats més delicats amb un codi diferent del propi de l'aplicació, alhora que va permetre d'ocultar la carpeta de xats amb aquesta capa addicional de protecció.

## Programes relacionats

### WhatsAPI
Els usuaris, des de la creació de WhatsApp, sempre han volgut utilitzar aquest programari des dels seus ordinadors personals, cosa que la companyia en un principi va refusar. Un cop ja no intervenien els creadors de l'aplicació sense cap API, un grup d'enginyers anomenat Venomous [14][ va fer una biblioteca no oficial: el WhatsAPI, que permetrà d'augmentar el nombre de clients del servei de WhatsApp.

### Wazapp
Mentre WhatsApp Inc. va ignorar el desig de milers d'usuaris de Nokia [15][ de crear una versió compatible, una comunitat basada en l'anterior aplicació anomenada Wazapp [16][ va fer pública una versió beta el dia 18 de maig de 2012, amb més de 2000 descàrregues en només dues hores. El nombre de descàrregues va augmentar ràpidament a mesura que els usuaris van anar contribuint en la millora de l'aplicació. Actualment, Wazapp només és compatible amb missatgeria de text amb protocol WhatsApp, tot i que s'estan fent avenços per tal que pugui acceptar més suports. Va sortir a la llum el 25 de maig del 2012 [17][.

## Programes similars
- KakaoTalk
- eBuddy XMS
- Google Talk Arxivat 2012-06-10 a Wayback Machine.
- Kik Messenger
- BlackBerry Messenger
- iMessage
- Facebook Messenger
- Chat On
- Trillian
- Meebo
- Tu me
- Viber
- Skype
- Line Naver
- Telegram